# The Savage Innocents
The Savage Innocents é um filme de 1960 do gênero aventura. Foi uma co-produção da Itália, Reino Unido e França, com filmagens no norte do Canadá e interiores na Inglaterra e em Roma. Adaptação da história Top of the World de Hans Ruesch.

## Elenco principal
- Anthony Quinn .... Inuk, o esquimó
- Yoko Tani .... Asiak
- Peter O'Toole .... Policial canadense.

## Sinopse
Inuk é um grande e forte caçador esquimó, que cansou de ficar sozinho. Seus amigos lhe oferecem as esposas, pois há falta de mulheres e é o costume da comunidade, mas Inuk agora quer uma companheira. Ele tem sorte, pois chega a viúva do irmão de um de seus amigos. E ela traz duas filhas, já em idade de se casarem. Outro esquimó vem com elas no caminho. Inuk fica indeciso entre as duas, mas quando o outro esquimó leva a mais velha, Inuk vai atrás pois quer trocar pela outra, que se chama Asiak. O esquimó e a mulher aceitam a troca, mas Inuk volta atrás e acaba ficando com a Asiak mesmo. Com ela vem a idosa sogra, que Inuk aceita de bom grado.
Inuk continua sua vida de caçador, alimentando as mulheres, mas um dia seu amigo lhe mostra um rifle. Inuk deseja um igual, e vai ao encontro dos homens brancos para trocar peles pela arma. Mas Inuk não entende os costumes do homem branco e acaba cometendo um erro: mata um missionário que o ofendeu. Ele volta para sua região e desiste da arma. Mas os homens brancos não o perdoam e começam a perseguição que vai durar anos, a fim de levar Inuk a julgamento no qual certamente ele será condenado à forca.